# Charles Foerster
Pour les articles homonymes, voir Foerster.
Charles Saul Foerster, né le 5 novembre 1885 à Lviv (alors connue sous le nom de Lemberg, ville de l'empire d'Autriche), et mort en 1935, est un sculpteur, médailleur et affichiste français.

## Biographie
Charles Foerster est l'élève de Jules Coutan à l'École des beaux-arts de Paris.
Il est naturalisé citoyen français le 25 septembre 1901.
Sociétaire de la Société des artistes français, il expose au Salon des artistes français où il  obtient une médaille en 1914.
En 1931, il est pensionnaire de l'asile d'aliénés de Villejuif, où il meurt le 9 juillet 1935.

## Œuvres

### Affiches
- Guerre 1914-15-16. Journée Nationale des Orphelins (1916), deux orphelins fleurissant une tombe[6].

## Galerie

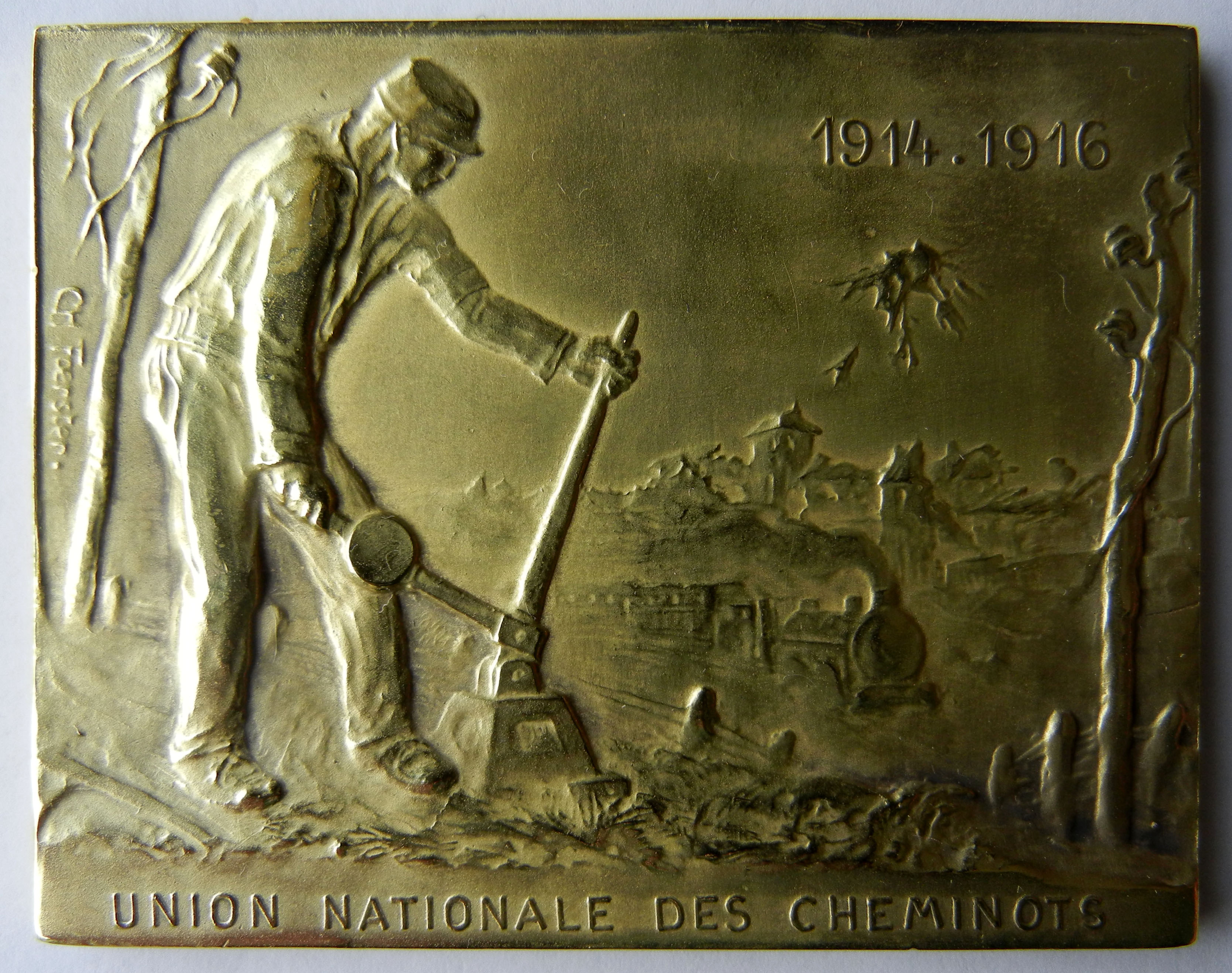
Union nationale des Cheminots 1914-1916, plaquette, avers.
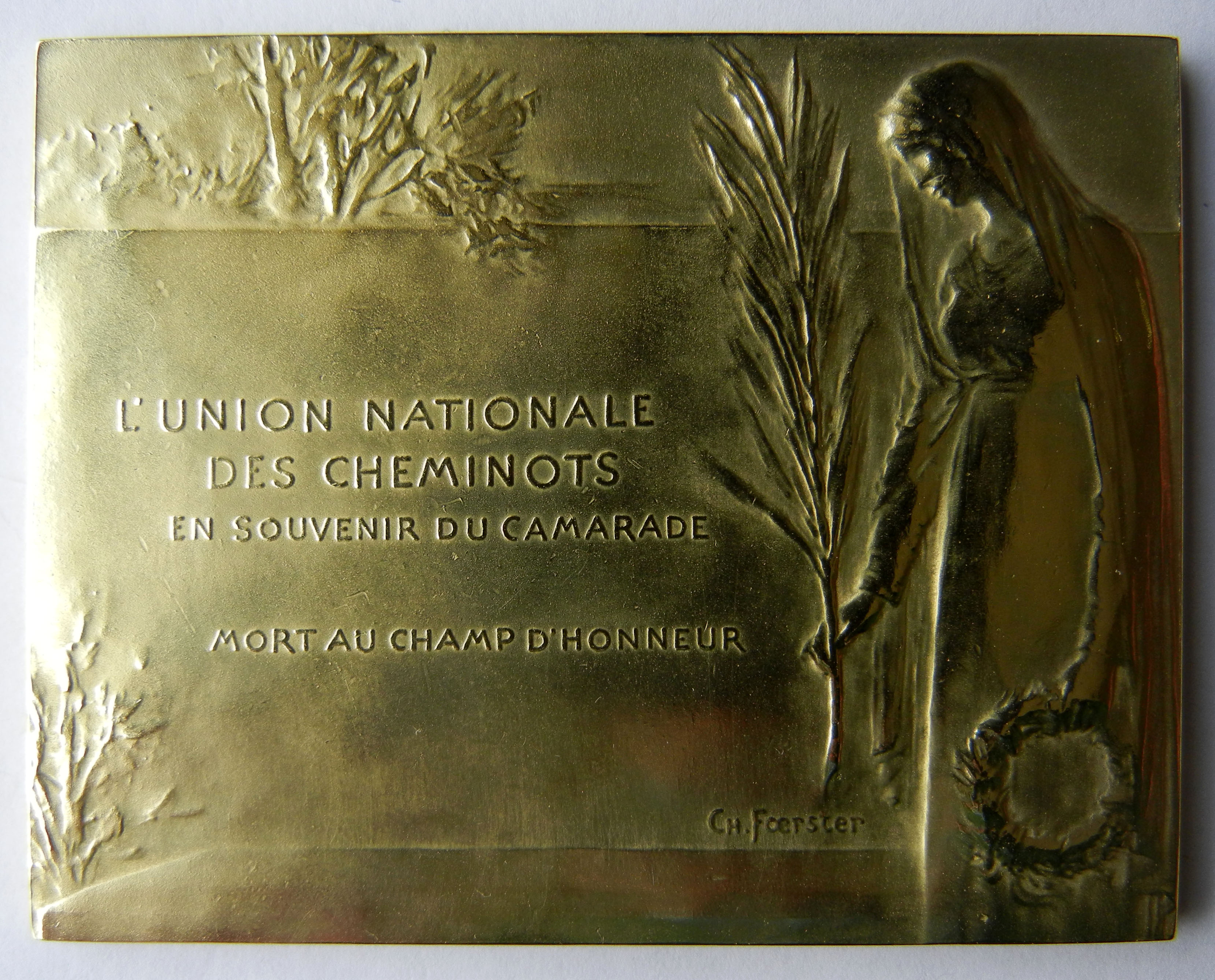
Union nationale des Cheminots 1914-1916, plaquette, revers.